# ミセス・ワグナーズ・パイ
ミセス・ワグナーズ・パイ、あるいは、ミセス・ワグナーのパイ（Mrs. Wagner's Pies）は、パラフィン紙に包んで販売されていた、1人前のパイ。1960年代まで、アメリカ合衆国東部を中心に、特にニューヨーク州やニュージャージー州で都市部の労働者向けに広く販売されていた。

## 沿革
1890年代、ニューヨークのワシントン・マーケットでミセス・ワグナーという女性が売る自家製パイが評判となった。彼女のパイ製造事業は、瞬く間に拡大するとともに、「ミセス・ワグナーズ」という商標の権利は本人の手を離れ、ニューヨーク州からニュージャージー州にかけて拠点を置くいくつかの企業の間で複雑に動いていくことになった。
ミセス・ワグナー自身は事業の売却後にニュージャージー州オーシャン・グローヴ(Ocean Grove)へ移り、当地でパイの小売店を続けた。このため、ミセス・ワグナーズ・パイの創業地をオーシャン・グローヴとする記述もある。
1940年9月の『Newark News』の記事に見える、ミセス・ワグナーズ・パイズの当時の社長 F.W. Birkenihauer に関する記述によると、同社は「全国最大のパイ製造業者であり、ニューアークの本社工場のほか5つの拠点をもち、最も西ではシカゴにも展開している」とされていた。売れ筋はアップルパイが年間を通して売れたほか、感謝祭の時期のパンプキンパイ、クリスマスのミンスパイなどであり、その他にもクリームパイや、夏場のチェリーやベリー類のパイ、冬場のココナッツ・カスタード・パイが製造販売されていた。
一般的なミセス・ワグナーズ・パイは、9インチの金属製の皿付きで売られ、皿を返すと一定額が返金される仕組みになっていた。今日でも、様々な仕様のミセス・ワグナーズ・パイの名入りの皿が、骨董品市場に流通している。
ミセス・ワグナーズ・パイは、1969年7月11日まで、ミセス・ワグナーズ・ホーム・メイド・パイズ社 (Mrs. Wagner's Home Made Pies) によって販売されていた。

## 大衆文化の中で
このパイは、1968年にサイモン&ガーファンクルが発表した曲「アメリカ」の歌詞で言及されている。